# Vesterbro Bykirke
Vesterbro Bykirke er et samarbejde med deltagelse af syv af de otte sogne på Vesterbro i København.
Samarbejdet blev oprettet 1. søndag i advent 2008 som følge af en strukturomlægning i Københavns Stift. Sankt Matthæus Sogn valgte i første omgang at stå udenfor samarbejdet, men kom med lidt senere. Der er valgt et bykirkeråd bestående af 14 menighedsrådsmedlemmer, 2 præster. Der er desuden 4 kirkefunktionærer med uden stemmeret. 
Vesterbro Bykirke er desuden navn på et nyoprettet pastorat, som omfatter alle Vesterbros otte sogne. Dette er området for samarbejde for de ansatte præster i sognene.
Vesterbro Bykirke hører til Vesterbro Provsti

## Deltagende sogne
- Absalons Sogn
- Apostelkirkens Sogn
- Enghave Sogn som også omfatter Bavnehøj Kirke
- Elias Sogn
- Gethsemane Sogn
- Kristkirkens Sogn
- Maria Sogn
- Sankt Matthæus Sogn

## Henvisning
Bykirkens hjemmeside http://www.vesterbrobykirke.dk